# Alóeovci
Alóeovci (latinsky Aloeidae) jsou v řecké mytologii jsou dva bratři obrovitého vzrůstu.
Jejich původ je uváděn nejméně ve dvou verzích: jsou syny Giganta Alóea a jeho manželky
Ífimedeie. Nebo jejich otcem byl bůh moří Poseidón. Prý se Ífimedeia do Poseidóna zamilovala,
toužebně ho vyhlížela z mořských břehů. Nabírala vodu mořských vln, lila si ji do klína a po nějakém čase otěhotněla. Teprve poté se provdala za Alóea.
Porodila dva syny jménem Ótos a Efialtés. Ti od malička kvapem rostli, každý rok o loket do šířky a sáh do výšky, takže v devíti letech byli devět loktů širocí a devět sáhů vysocí. Navíc věštbou jim bylo dáno, že žádný z lidí ani bohů je nemůže zabít.
Tito bratři - věkem děti, vzrůstem obři a odhodláním posíleným příznivou věštbou, ve své zuřivosti vyhlásili válku Olympu. Jejich cílem bylo Olymp zničit a zmocnit se bohyně Héry pro Efialta a bohyně Artemis pro Óta. Nejprve však se rozhodli zajmout boha války Área a tento krok se jim podařil.
Zajali ho v Thrákii, odzbrojili, svázali a uvěznili ho v mosazné nádobě, kterou ukryli v domě své nevlastní matky.
Poté začalo vlastní obléhání Olympu. Oba bratři se zuřivou silou vystavěli val pro útok, poté přemísťovali jednu horu na druhou, vyhrožovali, že všechny jednotlivé hory naházejí do moře, až vyschne.
Tomuto řádění udělal přítrž bůh Apollón, který prý je zastřelil šípem ze svého luku. Dokonce prý mu v boji pomáhal hrdina Héraklés.
Jiná verze však uvádí, že Apollón poradil bohyni Artemis, aby přemluvila Óta k ukončení obléhání. Že v tom případě za ním přijde a bude mu po vůli. To rozzlobilo Efialta, jemuž Héra neslíbila nic a oba bratři se rozhádali. To už ale se objevila Artemis v podobě bílé laně. Bratři zaujali postavení proti sobě, každý v ruce oštěp. Když laň mezi nimi rychle proběhla, bratři oba zároveň vymrštili oštěpy, laň však už byla pryč a bratři probodli jeden druhého skrz naskrz. Tak se vyplnila i věštba - ani smrtelník ani bůh je nemohl zabít, jen oni sebe navzájem.
Když tím skončilo obléhání Olympu, posel bohů Hermés se vydal hledat zajatého boha války Área a donutil jeho strážkyni, aby Área po třinácti měsících vysvobodila polomrtvého z měděného sudu.
Oba mrtví bratři byli pohřbeni v Bojótii. Jsou prý ještě stále uctíváni na Naxu jako největší hrdinové. Jejich duše však putovaly do Tartaru. Tam byli přivázáni zády k sobě ke sloupu, provazy prý byly ze živých zmijí. Prý je tam mučí sova.

## Odraz v umění
Nejznámější vyobrazení Alóeovců je na Diově oltáři v Pergamském muzeu v Berlíně (z let 180 - 160 př. n. l.). Zvláště dobře je zobrazen Ótos v boji s Artemidou.